# Naukowe Towarzystwo Poradoznawcze
Naukowe Towarzystwo Poradoznawcze – polskie towarzystwo naukowe z dziedziny poradoznawstwa.
Towarzystwo zostało powołane do życia 24 stycznia 2011 we Wrocławiu z inicjatywy pracowników Zakładu Pedagogiki Społecznej i Poradoznawstwa Dolnośląskiej Szkoły Wyższej. Pierwszym prezesem NTP został prof. Józef Kargul, kolejnym dr hab. prof. DSW Alicja Czerkawska, obecnie stanowisko prezesa zajmuje dr hab. prof. DSW Bożena Wojtasik. Zgodnie ze statutem celem jego działania  jest opracowywanie teorii poradnictwa poprzez prowadzenie interdyscyplinarnego dyskursu naukowo-praktycznego, rozwijanie i upowszechnianie wiedzy poradoznawczej i podtrzymywanie międzynarodowej współpracy. Towarzystwo podejmuje działania badawcze, edukacyjne i popularyzatorskie, współpracując z doradcami-praktykami. Jako takie jest platformą współdziałania pracowników naukowych, badaczy i wykładowców tytułujących się minimum stopniem doktora (obecnie z Polski, Niemiec, Francji i Grecji) oraz pracowników poradni psychologiczno-pedagogicznych, różnorodnych poradni specjalistycznych, szkolnych doradców zawodowych, specjalistów zatrudnionych w ośrodkach konsultacyjnych i doradczych. Przedmiotem badań i debat członków Towarzystwa są zarówno szeroko rozumiane procesy poradnicze czy sposób i skuteczność udzielania porad, jak i teoria poradnictwa i jej status. Członkowie NPT opracowują i opiniują programy nauczania, organizują konferencje (w tym międzynarodowe), a także wydają od 2012 roku czasopismo (rocznik) Studia Poradoznawcze/Journal of Counsellogy  (dwujęzyczne: polskie i angielskie). Redaktorem naczelnym pisma jest Alicja Kargulowa.